# (9646) 1995 BV
(9646) 1995 BV est un astéroïde de la ceinture principale extérieure découvert en 1995.

## Description
(9646) 1995 BV a été découvert le 25 janvier 1995 à l'observatoire astronomique d'Ōizumi, situé à Ōizumi, dans la préfecture de Gunma, au Japon, par Takao Kobayashi.

### Caractéristiques orbitales
L'orbite de cet astéroïde est caractérisée par un demi-grand axe de 3,24 UA, un périhélie de 2,99 UA, une excentricité de 0,08 et une inclinaison de 2,07° par rapport à l'écliptique. Du fait de ces caractéristiques, à savoir un demi-grand axe entre 3,2 et 4,6 UA, il est classé, selon la JPL Small-Body Database, comme objet de la ceinture principale extérieure.

### Caractéristiques physiques
(9646) 1995 BV a une magnitude absolue (H) de 12,9 et un albédo estimé à 0,279.